# DREAMS COME TRUE MUSIC BOX Vol.6 - MARRY ME? -
『DREAMS COME TRUE MUSIC BOX Vol.6 - MARRY ME? -』（ドリームズカムトゥルー ミュージックボックス ボリュームシックス マリーミー）は、2010年5月26日にリリースされたDREAMS COME TRUEの公式オルゴールアルバムである。

## 概要
- DREAMS COME TRUE公式オルゴールアルバム第6弾。
- DREAMS COME TRUEのウエディングソングを集めている。テーマが季節以外のものは初めて。

## 収録曲
1. ア・イ・シ・テ・ルのサイン　〜わたしたちの未来予想図〜
2. 大阪LOVER
3. 薬指の決心
4. The signs of LOVE
5. MARRY ME?
6. 時間旅行
7. 今日だけは
8. はじまりの la
9. どうぞよろしく
10. LOVE GOES ON …
11. 誓い